# De Avonden (VPRO-radioprogramma)
De Avonden was een Nederlands cultureel radioprogramma van de VPRO, dat tussen februari 1995 en december 2013 elke werkdag werd uitgezonden op achtereenvolgens Radio 5, 747 AM en Radio 6.

## Geschiedenis

### 1995-2010
De eerste uitzending van De Avonden was in februari 1995. Bedenker van het programma was VPRO-radiomaker Wim Noordhoek. Hij mocht een dagelijks cultureel programma maken op Radio 5, waar tussen tien en twaalf 's avonds nog geen uitzendingen waren. 'Geef mij de avonden maar', zei hij, en zo kwam het programma aan zijn naam, die ook verwijst naar de gelijknamige roman van Gerard Reve. Aanvankelijk waren Noordhoek zelf en Wim Brands de presentatoren van De Avonden. Sommige programmaonderdelen bestonden al langer: "Music Hall" bijvoorbeeld, een wekelijks uur met livemuziek en schrijvers die voorlazen uit eigen werk, en ook "De Wijde Blik" van radiokunstenaar Mat Wijn, een rubriek die voorheen al jaren door de VPRO werd uitgezonden op zondagmiddag.
Een opzienbarende rubriek in de beginjaren van het programma was "De mannen van de radio", waarvoor de cabaretiers Hans Teeuwen en Pieter Bouwman (later vergezeld door Theo Maassen) improvisaties opnamen. Tussen 1996 en 2006 opende De Avonden iedere dag met de rubriek "Het gesproken uitzicht", waarin bekende en onbekende Nederlanders in ongeveer vijf minuten vertelden wat zij zagen als ze naar buiten keken op hun woon- of werkplek. Schrijver Louis Lehmann leverde wekelijks een bijdrage over muziek(geschiedenis), Stedelijk Museum-directeur Rudi Fuchs nam atelierbezoeken op en schrijver Heere Heeresma verzorgde iedere vrijdag een "weeksluiting".
Jarenlang werden in het vrijdagse programmaonderdeel "De Droomhandel" nieuwe boeken, cd's en films besproken door een panel van schrijvers en journalisten.
In latere jaren was er onder meer een wekelijkse rubriek over de geschiedenis van de Afrikaanse popmuziek, een architectuurrubriek van Marten Minkema en Radio Bergeijk, een parodie op een regionaal radiostation. In "De Levende Dichters Almanak" was wekelijks een Nederlandse dichter te horen die een eigen gedicht voordroeg en toelichtte. Schrijver Arnon Grunberg las iedere week een nieuw verhaal voor. Fuchs' atelierbezoeken werden eerst overgenomen door de schilder Toine Moerbeek; van 2004 tot 2009 was de rubriek een wekelijks "kunsthalfuur" met wisselende interviewers. Heeresma's weeksluiting werd op den duur vervangen door een korte "dagsluiting" door cabaretier Micha Wertheim. Voor "De twaalf minuten van Gijs Groenteman" nam Groenteman gesprekken op met een kookwekker in de hand: als die na twaalf minuten afliep, zat het interview erop. Radiomakers Desmet droegen aan De Avonden eerst "Schone Zaken" bij, waarin dagelijks iemand vertelde over een dierbaar boek of kunstwerk, en later "Luctor et Emergo", waarin een kunstenaar werd geïnterviewd over een creatieve worsteling.
Martijn Stoffer en Roel Bentz van den Berg verzorgden van augustus 2006 tot eind 2008 het programmaonderdeel Boogie Nights.
Samen met uitgeverij Nieuw Amsterdam initieerde De Avonden in 2007 de wekelijkse schrijfwedstrijd Duizend Woorden, die resulteerde in een wekelijkse uitzending, een website en een rubriek in NRC Handelsblad. Tot de winnaars behoorden Hannah Bervoets, Elke Geurts, Ellen Heymerikx en Maartje Wortel. Begin 2008 verscheen de bloemlezing De beste verhalen uit Duizend Woorden.
In 2010 bestond De Avonden vijftien jaar. In de loop van die vijftien jaar waren internet en mobiele telefonie voor veel mensen bijna onmisbaar geworden. Het vijftienjarig bestaan van het programma werd daarom gevierd met het radioproject 'Een kamer in het verleden'. In het najaar van 2010 werd vijftien weken lang iedere week een schrijver of cabaretier zonder gezelschap, telefoon of internetverbinding 'opgesloten' in een drijvend huis op het Lauwersmeer in Friesland. Tommy Wieringa, Gerbrand Bakker, Paulien Cornelissen, Franca Treur, Wim Helsen en anderen vertelden in een soort gesproken dagboek hoe het hen in die kamer in het verleden verging.

### 2010-2013
De Avonden werd in de laatste jaren afwisselend gepresenteerd door Jeroen van Kan, Botte Jellema, Catherine van Campen en Maarten Westerveen. De eindredactie was sinds het vertrek van Wim Brands in 2009 in handen van Lotje IJzermans, die in 2006 Wim Noordhoek als mede-eindredacteur was opgevolgd. Lotje IJzermans, Floortje Smit en Sarina Vitta maakten interviews over film, Botte Jellema volgde het theaternieuws, Gijsbert van der Wal, Wim Noordhoek en Catherine van Campen maakten onderwerpen over beeldende kunst en Jeroen van Kan, Maarten Westerveen en Anton de Goede behandelden de literatuur.
In 2012 zocht De Avonden samenwerking met SLAA (Stichting Literaire Activiteiten Amsterdam) en organiseerde daarmee – in de traditie van Music Hall - in De Balie in Amsterdam de wekelijkse voordrachtavond Voetlicht. In dat programmaonderdeel lazen schrijvers, dichters en theaterauteurs nieuw, niet eerder gepubliceerd werk voor. Van september 2012 tot 2013 presenteerde De Avonden in samenwerking met het Amsterdamse filminstituut EYE het maandelijkse praatprogramma EYE Filmcafé, waarin regisseurs, acteurs en scenarioschrijvers het nieuws in de internationale filmwereld bespraken.
De Avonden zond regelmatig rechtstreeks uit vanaf festivals: in de laatste jaren was het programma present op Writers Unlimited, Poetry International, het Holland Dance Festival, de Architectuur Biënnale, Oerol, Manuscripta, Crossing Border, het International Film Festival Rotterdam en de Arnhem Mode Biënnale. 
De Avonden was het enige Nederlandse radioprogramma waarin ook internationale auteurs aan het woord worden gelaten. In 2012 waren er bijvoorbeeld interviews met David Sedaris, Paul Auster, John Irving, A.M. Homes, Chad Harbach, Ben Lerner, David Vann, Hilary Mantel, Richard Ford, Patti Smith, Theodore Dalrymple, Michael Chabon, Orlando Figes, Laurent Binet, Aifric Campbell en Etgar Keret.

### Einde
In december 2013 viel na bijna negentien jaar het doek voor De Avonden. De laatste uitzending was op 20 december. Twee uur lang werden in de Desmet Studio's in Amsterdam herinneringen opgehaald door (oud)medewerkers als Arnon Grunberg, Rudi Fuchs, Wim Noordhoek, Ester Naomi Perquin, A.L. Snijders en Thomas Verbogt. Een deel van de programmamakers die aan De Avonden verbonden waren werkt sinds januari 2014 voor het VPRO-cultuurprogramma Nooit meer slapen op Radio 1.

## Onderscheidingen
In 2006 werd De Avonden onderscheiden met de Zilveren Reissmicrofoon, de belangrijkste Nederlandse radioprijs. "De Avonden biedt schoonheid en troost in de uren van schemering", aldus de jury. "Een verheffend programma dat er op uitnemende wijze in slaagt een onzichtbare cultuurschat slechts met het instrument van de stem zichtbaar te maken." De onderscheiding kon niet voorkomen dat het programma in augustus van dat jaar moest verhuizen van Radio 5 naar Radio 6 en er flink in het budget werd gesneden. De Avonden verloor driekwart van haar luisteraars maar bleef elke werkdag uitgezonden worden.
Op 8 maart 2009 werd De Avonden onderscheiden met de G.H. 's-Gravesande-prijs voor bijzondere literaire verdiensten, een prijs die om de drie jaar wordt toegekend door de Jan Campert Stichting.
Op 6 juni 2009 ontving het programma de VvL-Penning van de Vereniging van Letterkundigen. Deze penning wordt sinds 2007 als blijk van waardering uitgereikt aan mensen of instanties die, al dan niet op eigen initiatief, iets ondernemen of presteren dat schrijvers en/of vertalers ten goede komt.

## Medewerkers
- Roel Bentz van den Berg
- Pieter Bouwman
- Wim Brands
- Catherine van Campen
- Rudi Fuchs
- Anton de Goede
- Gijs Groenteman
- Arnon Grunberg
- Heere Heeresma
- Maurice Woestenburg
- Botte Jellema
- Jeroen van Kan
- Louis Lehmann
- Theo Maassen
- Marten Minkema
- Toine Moerbeek
- Wim Noordhoek
- Ester Naomi Perquin
- Floortje Smit
- A.L. Snijders
- Martijn Stoffer
- Hans Teeuwen
- Thomas Verbogt
- Sarina Vitta
- Gijsbert van der Wal
- Micha Wertheim
- Maarten Westerveen
- Mat Wijn
- Lotje IJzermans